# أنطونيو فرنسيسكو دوس سانتوس
أنطونيو فرنسيسكو دوس سانتوس (بالبرتغالية: António Francisco dos Santos) هو كاهن كاثوليكي وفيلسوف برتغالي، ولد في 29 أغسطس 1948 في Tendais ‏ في البرتغال، وتوفي في 11 سبتمبر 2017 في بورتو في البرتغال بسبب نوبة قلبية.